# Dolores Cuadrilla de Enmedio (San Juan del Río)
Dolores Cuadrilla de Enmedio o simplemente "La Cuadrilla" es una localidad del  municipio de San Juan del Río, en el estado de Querétaro, México.

## Demografía
El Censo de Población y Vivienda 2010 arrojó una población de 6,642 habitantes, lo que corresponde al 0.66% de la población municipal.

## Geografía
Se localiza en la zona poniente del municipio de San Juan del Río a 11 kilómetros de la cabecera municipal en las coordenadas 20°21'02" de latitud norte y 100°04'48" de longitud oeste, a una altitud de 2110 metros sobre el nivel del mar.
- Datos: Q65032798